# Công ty Cổ phần Chứng khoán VNDIRECT
Công ty Cổ phần Chứng khoán VNDIRECT (tên giao dịch tiếng Anh: VNDIRECT Securities Corporation, tên viết tắt: VNDIRECT) là một công ty chứng khoán tại Việt Nam, hoạt động trong lĩnh vực Tài chính – Chứng khoán theo giấy phép của Ủy ban Chứng khoán Nhà nước (UBCKNN) với những nghiệp vụ kinh doanh bao gồm: hoạt động môi giới, lưu ký chứng khoán, tư vấn tài chính doanh nghiệp, tự doanh, bảo lãnh phát hành và quản lý danh mục đầu tư. VNDIRECT là công ty thành viên của tập đoàn đầu tư tư nhân đa ngành IPA (IPA Investments Corporation).

## Lịch sử
Ngày 7 tháng 11 năm 2006, Công ty Cổ phần Chứng khoán VNDIRECT được thành lập và hoạt động theo Giấy chứng nhận đăng ký kinh doanh số 0103014521 do Sở Kế hoạch và Đầu tư thành phố Hà Nội cấp, hoạt động kinh doanh chứng khoán theo Giấy phép thành lập và hoạt động kinh doanh chứng khoán số 22/UBCK-GPHĐKD ngày 16 tháng 11 năm 2006 của UBCKNN , với vốn điều lệ ban đầu 50 tỷ, trụ sở đặt tại Số 100 Lò Đúc, Hà Nội.
Tháng 5 năm 2007, VNDIRECT khai trương Dịch vụ Giao dịch trực tuyến VNDIRECT ONLINE thông qua website www.vndirect.com.vn  – giải pháp giao dịch trực tuyến toàn diện đầu tiên trên thị trường chứng khoán Việt Nam.
Tháng 1 năm 2008, hệ thống cơ sở dữ liệu của công ty được đưa vào hoạt động.
Ngày 30 tháng 3 năm 2010, cổ phiếu của VNDIRECT chính thức được niêm yết trên sàn giao dịch chứng khoán Hà Nội (HNX) với mã chứng khoán là VND.
Quý III năm 2011, lần đầu tiên VNDIRECT dẫn đầu thị phần môi giới trên sàn HNX.
Ngày 29 tháng 1 năm 2013, VNDIRECT trở thành thành viên chính thức của Hiệp hội Thương mại điện tử Việt Nam (VECOM).
Ngày 21 tháng 5 năm 2013, VNDIRECT ký hợp đồng hợp tác phân phối chứng chỉ quỹ mở với Công ty TNHH Quản lý quỹ Eastspring Investments (thành viên của Tập đoàn bảo hiểm Prudential – Anh Quốc), nhận quyền thực hiện, quảng bá, phân phối và bán Chứng chỉ quỹ do Eastspring Investments quản lý cho nhà đầu tư trên phạm vi lãnh thổ Việt Nam.
Ngày 25 tháng 12 năm 2013, VNDIRECT chính thức ra mắt phần mềm giao dịch và phân tích chứng khoán Active-D, tích hợp các tiện ích về giao dịch, bảo mật, phân tích, cảnh báo và quản lý danh mục đầu tư.
Ngày 8 tháng 1 năm 2014, VNDIRECT chính thức hợp tác chiến lược với Công ty Chứng khoán Quốc tế CIMB (Singapore) trong các lĩnh vực nghiên cứu, phân tích thị trường chứng khoán, dịch vụ giao dịch cổ phiếu, tư vấn doanh nghiệp và thị trường vốn.

## Giải thưởng nổi bật
- Một trong 4 công ty chứng khoán lọt vào danh sách 500 doanh nghiệp tư nhân lớn nhất Việt Nam do báo Vietnamnet và Công ty cổ phần Báo cáo Đánh giá Việt Nam (Vietnam Report) bình chọn (2008).[11]
- Thương hiệu Chứng khoán Uy tín do Hiệp hội Kinh doanh Chứng khoán Việt Nam (VASB), Ủy ban Chứng khoán Nhà nước (SSC), Trung tâm Thông tin Tín dụng của Ngân hàng Nhà nước Việt Nam (CIC), và các tổ chức uy tín khác phối hợp tổ chức (2009).
- Top 200 thương hiệu "Tin & Dùng" (2009) của chương trình Tin và Dùng 2009 do Thời báo Kinh tế Việt Nam tổ chức, xếp thứ hạng cao nhất trong số các công ty chứng khoán được bình chọn, thứ 2 trong khối Tài chính - Ngân hàng.[12]
- Giải thưởng "Thương hiệu chứng khoán uy tín" (2010).
- Giải thưởng Doanh nghiệp có giao dịch trực tuyến tin cậy nhất do Hiệp hội Thương mại điện tử Việt Nam tổ chức (2011).[13]
- Cổ phiếu của VNDIRECT (VND) được lựa chọn là cổ phiếu tiêu biểu của ngành dịch vụ tài chính để đưa vào rổ chỉ số HNX30 (2012).[14] Thị phần hiện nay đứng thứ 3 ở HNX [15] và thứ 5 ở HOSE (Quý III/2013)[16].
- Cổng giao dịch Tài chính – Chứng khoán đầu tiên đoạt giải thưởng Sao Khuê, cho hạng mục Giải pháp Thương mại điện tử (2013).[17]
- Danh hiệu "Công ty Chứng khoán Tiêu biểu 2013" của sở Giao dịch Chứng khoán Hà Nội [18]